# Gümüşgün
Gümüşgün (türkisch für silberner Tag) ist ein Dorf (Köy) im Landkreis Mazgirt der türkischen Provinz Tunceli. Im Jahre 2011 zählte Gümüşgün 71 Einwohner.
Der ursprüngliche Ortsname lautete Geban.